# 圣皮埃尔迪蒙 (卡尔瓦多斯省)
圣皮埃尔迪蒙（法語：Saint-Pierre-du-Mont，法語發音：[sɛ̃ pjɛʁ dy mɔ̃] ⓘ）是法国卡尔瓦多斯省的一个市镇，属于巴约区。

## 地理
圣皮埃尔迪蒙（49°23'21"N, 0°58'52"W）面积4.96 平方千米，位于法国诺曼底大区卡爾瓦多斯省，该省份为法国西北部沿海省份，北濒大西洋英吉利海峡，东北与滨海塞纳省以海上边界相接，东临厄尔省，南至奧恩省，西与芒什省接壤。
与圣皮埃尔迪蒙接壤的市镇（或旧市镇、城区）包括：拉康布、贝桑地区克里克维尔、德瑞莫、昂格莱斯克维尔-拉佩尔塞。

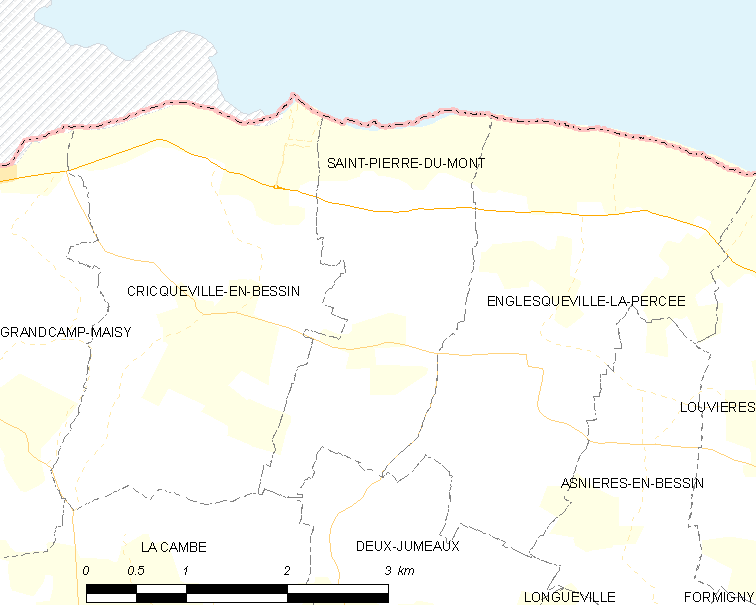
的OSM定位图

圣皮埃尔迪蒙的时区为UTC+01:00、UTC+02:00（夏令时）。

## 行政
圣皮埃尔迪蒙的邮政编码为14450，INSEE市镇编码为14652。

## 政治
圣皮埃尔迪蒙所属的省级选区为特雷维耶尔县。

## 人口

1962-2008年间人口变化图示

圣皮埃尔迪蒙于2022年1月1日时的人口数量为73人。